# Det Norske Travselskap
Det Norske Travselskap, förkortat DNT, är sedan 1903 huvudorganisation för föreningar som bedriver travsport i Norge. Det Norske Travselskap består av 13 travförbund och 179 föreningar i Norge. De lokala föreningarna har mer än 16 000. Organisationen bildades 1875 för att stärka hästavel och travsport i Norge. 1982 grundade Det Norske Travselskap även Norsk Rikstoto, som bedriver totalisatorspel på elva norska travbanor.